# Feliks Antoni Mikorski
Feliks Antoni Mikorski herbu Ostoja (zm. 1779) – marszałek Trybunału Głównego Koronnego w 1768 roku, sędzia ziemski gostyniński w 1771 roku, pisarz ziemski gostyniński  w 1768 roku, regent grodzki gostyniński w 1752 roku. Ojciec Dionizego.